# Ağaçhisar, Orhaneli
Ağaçhisar là một xã thuộc huyện Orhaneli, tỉnh Bursa, Thổ Nhĩ Kỳ. Dân số thời điểm năm 2011 là 158 người.